# Вайшенфельд
Вайшенфельд (нім. Waischenfeld) — місто в Німеччині, розташоване в землі Баварія. Підпорядковується адміністративному округу Верхня Франконія. Входить до складу району Байройт.
Площа — 55,65 км2. Населення становить 3055 ос. (станом на 31 грудня 2020).